# 음성교통
음성교통(陰城交通)은 음성군의 농어촌버스 업체이다. 사업자 등록상 소재지는 충청북도 음성군 원중로 1363으로 되어 있으나 실제 주사무소는 진천군 진천읍 중앙북1길 3(진천버스터미널)에 위치해 있다. 그러다 보니 음성군 노선 뿐만 아니라 진천군 노선에 음성교통 차량이 운행되기도 한다.

## 개요
최종 부도처리된 구 원일교통(괴산/음성군내버스 운행업체) 음성영업소를 1999년 7월 1일 충일고속(현 충일관광여행사)이 인수해 설립하였으며, 현재 진천여객, 진천군의 농어촌버스, 음성군의 농어촌버스 등을 공동 운행하고 있으며, 2016년 6월 1일부터 혁신도시터미널을 운영하고 있다.

## 보유 차종

#### 우진산전
- 우진산전 아폴로 1100

#### 현대자동차
- 현대 뉴 카운티
- 현대 카운티 뉴 브리즈
- 현대 그린시티
- 현대 일렉시티